# Solymos Tamás
Solymos Tamás (Budapest XIII. kerülete, 1981. szeptember 4. –) magyar drámaíró, pszichológus.

## Életpályája
1981-ben született Budapesten, Angyalföldön. Az ELTE Bölcsészettudományi Karon töltött egyetemi évei alatt került szoros kapcsolatba az Egyetemi Színpad alkotóival és az alternatív színházi világgal. Fotóriportere, világosítója, később mellékszereplője is volt társulatok előadásainak. Olyan helyeken fordult meg világosítóként, mint a Bakelit Multi Art Center, az Eötvös10 Közösségi és Kulturális Színtér, a Fekete Gyöngy, a Fogasház, a MU Színház, a Sanyi és Aranka Színház, a Sirály, a Szkéné Színház, a Thália Stúdió, a Tűzraktér, az Újszínház, és a Zöld Macska. A LátványMűvek Magyarország színházi közösség alapító tagja. Alkotóként a prózai, kevés szereplős darabok, illetve monologikus drámák műfajában érzi otthonosan magát. 2022-ben az elsők között nyerte meg a Déryné Program Drámaíró Műhely ösztöndíját. Mentora Kulcsár Edit Ágota volt. 

## Stílusa
A „belső világ kivetülését” a kamaraszínházi terekbe ágyazva írja meg. Az abszurditás és a humor találkozása foglalkoztatja. Dialógusai csak első benyomásra hatnak könnyednek és improvizatívnak. Hamar kiderül, hogy valójában kíméletlen precizitással sodorja hőseit a drámai vagy tragikus végkifejlet felé. Esendő és groteszk karaktereit nem gúnyolja, hanem saját világukban derűvel és szürrealitással ábrázolja. Szerzői instrukciókkal tarkított szövegei pontosak, színpadkészek és kissé forgatókönyv-szerűek. Solymos Tamás érdeklődése szerteágazó. Az élet legkülönfélébb területeiről meríti témáinak anyagát. Amikor az első történetét, Az avatást (2017) leírta, egy egyetem hivatalában dolgozott. Amikor a Gear two, go! Go!-t (2018), akkor hajós oktató volt. A Nélküled (2019) papírra vetésénél határon túli körutazásokat tett. A Határvirágot (2020) egy orvosi egyetem magatartás-tudományi intézetében, egy egészségpszichológiai előadáson ülve találta ki. Amikor a Lélekvesztőkre (2021) került a sor, hajót vezetett a Dunán. A Páternoszter (2023) esetében pszichológus kollégái szupervízióján ücsörögött. A Szipirtyó (2022) és a Gyöngyszem (2024) megírásakor egy családsegítő pszichológusaként hallgatta figyelmesen a múló emberi időt. A Konténer (2025) és az Esti mese (2025) drámapályázatokra készült, a Cicó (2025) pedig a Déryné Drámaíró Műhelyben, Verebes Ernő meglátásaival nyerte el drámai erejét.

## Drámái
- Az avatás (2017)
- Gear two, go! Go! (2018)
- Nélküled (2019)
- Határvirág (2020)
- Lélekvesztők (2021)
- Szipirtyó (2022)
- Páternoszter (2023)
- Gyöngyszem (2024)
- Konténer (2025)
- Cicó (2025)
- Esti mese (2025)

## Kötetei
- Kamaradrámák 2017-2024. Mind Kiadó (2024). ISBN 978-615-82448-4-8
- A víz lélektana. Mind Kiadó (2024). ISBN 978-615-82448-5-5

## További információ
- „Nem a csinnadratta, nem a premier a csoda, hanem az, amikor egy fekete térben ülve egy értő szem nyitja rád az ajtót.” – interjú Solymos Tamással. (Hozzáférés: 2025. június 28.)
- Egy lehetséges lehetőség. (Hozzáférés: 2025. június 29.)
- Solymos Tamás a PORT.hu-n (magyarul)
- Solymos Tamás: Kamaradrámák 2017-2024. (Hozzáférés: 2025. június 29.)